# Hertha Berliner Sport-Club 2017-2018
Questa voce raccoglie le informazioni riguardanti lo Hertha Berliner Sport-Club nelle competizioni ufficiali della stagione 2017-2018.

## Stagione
Nella stagione 2017-2018 l'Hertha Berlino, allenato da Pál Dárdai, concluse il campionato di Bundesliga al 10º posto. In coppa di Germania l'Hertha Berlino fu eliminato al secondo turno dal Colonia. In Europa League l'Hertha Berlino fu eliminato nella fase a gironi.

## Rosa
| N. |                        | Ruolo | Calciatore             |
| -- | ---------------------- | ----- | ---------------------- |
| 22 | Norvegia (bandiera)    | P     | Rune Jarstein          |
| 33 | Stati Uniti (bandiera) | P     | Jonathan Klinsmann     |
| 1  | Germania (bandiera)    | P     | Thomas Kraft           |
| 31 | Germania (bandiera)    | P     | Dennis Smarsch         |
| 29 | Germania (bandiera)    | D     | Florian Baak           |
| 17 | Germania (bandiera)    | D     | Maximilian Mittelstädt |
| 2  | Slovacchia (bandiera)  | D     | Peter Pekarík          |
| 21 | Germania (bandiera)    | D     | Marvin Plattenhardt    |
| 4  | Paesi Bassi (bandiera) | D     | Karim Rekik            |
| 5  | Germania (bandiera)    | D     | Niklas Stark           |
| 25 | Germania (bandiera)    | D     | Jordan Torunarigha     |
| 34 | Germania (bandiera)    | C     | Maurice Čović          |
| 6  | Rep. Ceca (bandiera)   | C     | Vladimír Darida        |
| 10 | Slovacchia (bandiera)  | C     | Ondrej Duda            |

| N. |                                 | Ruolo | Calciatore           |
| -- | ------------------------------- | ----- | -------------------- |
| 30 | Germania (bandiera)             | C     | Julius Kade          |
| 20 | Austria (bandiera)              | C     | Valentino Lazaro     |
| 28 | Svizzera (bandiera)             | C     | Fabian Lustenberger  |
| 26 | Germania (bandiera)             | C     | Arne Maier           |
| 3  | Norvegia (bandiera)             | C     | Per Ciljan Skjelbred |
| 23 | Germania (bandiera)             | C     | Mitchell Weiser      |
| 32 | Germania (bandiera)             | A     | Palkó Dárdai         |
| 7  | Germania (bandiera)             | A     | Alexander Esswein    |
| 19 | Bosnia ed Erzegovina (bandiera) | A     | Vedad Ibišević       |
| 8  | Costa d'Avorio (bandiera)       | A     | Salomon Kalou        |
| 18 | Germania (bandiera)             | A     | Sinan Kurt           |
| 11 | Australia (bandiera)            | A     | Mathew Leckie        |
| 16 | Germania (bandiera)             | A     | Julian Schieber      |
| 27 | Germania (bandiera)             | A     | Davie Selke          |

## Organigramma societario
Area tecnica
- Allenatore: Pál Dárdai
- Allenatore in seconda: Admir Hamzagić, Rainer Widmayer
- Preparatore dei portieri: Zsolt Petry
- Preparatori atletici: Henrik Kuchno, Hendrik Vieth, Michael Becker, David de Mel, Frederick Syna

## Risultati

### Bundesliga

#### Girone di andata
| Arbitro: | Stegemann |

|                 |           |  |
| Leckie 46’, 62’ | Marcatori |  |

| Arbitro: | Fritz |

|                          |           |  |
| Aubameyang 15’ Şahin 57’ | Marcatori |  |

| Arbitro: | Steinhaus |

|            |           |             |
| Leckie 38’ | Marcatori | 59’ Delaney |

| Arbitro: | Schmidt |

|           |           |             |
| Wagner 6’ | Marcatori | 55’ Esswein |

| Arbitro: | Aytekin |

|                      |           |            |
| Leckie 16’ Kalou 24’ | Marcatori | 84’ Brandt |

| Arbitro: | Stieler |

|                   |           |  |
| Blasis 54’ (rig.) | Marcatori |  |

| Arbitro: | Osmers |

|                    |           |                             |
| Duda 51’ Kalou 56’ | Marcatori | 10’ Hummels 49’ Lewandowski |

| Arbitro: | Brand |

|  |           |                                     |
|  | Marcatori | 54’ (rig.) Goretzka 78’ Burgstaller |

| Arbitro: | Winkmann |

|                    |           |                  |
| Haberer 52’ (rig.) | Marcatori | 81’ (rig.) Kalou |

| Arbitro: | Brych |

|                     |           |         |
| Stark 17’ Rekik 50’ | Marcatori | 73’ Arp |

| Arbitro: | Kampka |

|                               |           |                                 |
| Malli 41’ Gómez 44’ Origi 60’ | Marcatori | 1’ Ibišević 53’ Rekik 83’ Selke |

| Arbitro: | Dankert |

|                         |           |                                              |
| Ibišević 28’ Weiser 71’ | Marcatori | 5’ Stindl 14’ (rig.) Hazard 20’, 77’ Raffael |

| Arbitro: | Steinhaus |

|  |           |                          |
|  | Marcatori | 17’, 64’ (rig.) Ibišević |

| Arbitro: | Storks |

|           |           |                      |
| Selke 15’ | Marcatori | 26’ Wolf 80’ Boateng |

| Arbitro: | Petersen |

|            |           |           |
| Caiuby 74’ | Marcatori | 90’ Kalou |

| Arbitro: | Hartmann |

|                                |           |           |
| Kalou 18’, 45’ Torunarigha 83’ | Marcatori | 65’ Bebou |

| Arbitro: | Willenborg |

|                           |           |                         |
| Orban 68’ Halstenberg 90’ | Marcatori | 6’, 51’ Selke 31’ Kalou |

#### Girone di ritorno
| Arbitro: | Brych |

|                  |           |  |
| Stark 78’ (aut.) | Marcatori |  |

| Arbitro: | Dingert |

|           |           |            |
| Selke 46’ | Marcatori | 71’ Kagawa |

| Brema 27 gennaio 2018, ore 18:30 20ª giornata | Werder Brema | 0 – 0 referto | Hertha Berlino | Weserstadion (40.030 spett.)\| Arbitro: \| Dankert \| |
| Arbitro:                                      | Dankert      |               |                |                                                       |

| Arbitro: | Aytekin |

|           |           |                     |
| Kalou 58’ | Marcatori | 38’ (rig.) Kramarić |

| Arbitro: | Ittrich |

|  |           |                      |
|  | Marcatori | 43’ Lazaro 58’ Kalou |

| Arbitro: | Petersen |

|  |           |                  |
|  | Marcatori | 40’, 65’ Quaison |

| Monaco di Baviera 24 febbraio 2018, ore 15:30 24ª giornata | Bayern Monaco | 0 – 0 referto | Hertha Berlino | Allianz Arena (75.000 spett.)\| Arbitro: \| Winkmann \| |
| Arbitro:                                                   | Winkmann      |               |                |                                                         |

| Arbitro: | Stegemann |

|           |           |  |
| Pjaca 37’ | Marcatori |  |

| Berlino 10 marzo 2018, ore 15:30 26ª giornata | Hertha Berlino | 0 – 0 referto | Friburgo | Olympiastadion (38.625 spett.)\| Arbitro: \| Jablonski \| |
| Arbitro:                                      | Jablonski      |               |          |                                                           |

| Arbitro: | Kampka |

|            |           |                      |
| Santos 25’ | Marcatori | 56’ Lazaro 63’ Kalou |

| Berlino 31 marzo 2018, ore 20:30 28ª giornata | Hertha Berlino | 0 – 0 referto | Wolfsburg | Olympiastadion (34.765 spett.)\| Arbitro: \| Aytekin \| |
| Arbitro:                                      | Aytekin        |               |           |                                                         |

| Arbitro: | Steinhaus |

|                        |           |           |
| Hazard 75’, 79’ (rig.) | Marcatori | 40’ Kalou |

| Arbitro: | Storks |

|                |           |                 |
| Selke 49’, 52’ | Marcatori | 29’ Bittencourt |

| Arbitro: | Stegemann |

|  |           |                                         |
|  | Marcatori | 57’ (rig.) Selke 77’ Leckie 90’ Esswein |

| Arbitro: | Fritz |

|                               |           |                             |
| Ibišević 84’ (rig.) Selke 87’ | Marcatori | 32’ Gregoritsch 61’ Córdova |

| Arbitro: | Storks |

|                                 |           |           |
| Harnik 4’ Sané 40’ Füllkrug 42’ | Marcatori | 73’ Selke |

| Arbitro: | Jablonski |

|                       |           |                                                                |
| Ibišević 4’ Kalou 64’ | Marcatori | 2’ Upamecano 8’ Lookman 22’, 54’ Augustin 49’ Werner 82’ Bruma |

### Coppa di Germania
| Arbitro: | Hartmann |

|  |           |                         |
|  | Marcatori | 86’ Weiser 90’ Ibišević |

| Arbitro: | Fritz |

|           |           |                                  |
| Stark 69’ | Marcatori | 35’ Zoller 43’ Maroh 65’ Clemens |

### Europa League

#### Fase a gironi
| Berlino 14 settembre 2017, ore 21:05 1ª giornata | Hertha Berlino | 0 – 0 referto | Athletic Bilbao | Olympiastadion (28.832 spett.)\| Arbitro: \| Kružliak \| |
| Arbitro:                                         | Kružliak       |               |                 |                                                          |

| Arbitro: | Banti |

|                  |           |  |
| Nouri 22’ (rig.) | Marcatori |  |

| Arbitro: | Liany |

|                      |           |           |
| Silas 42’ Svatok 79’ | Marcatori | 56’ Selke |

| Arbitro: | Beaton |

|                |           |  |
| Selke 16’, 73’ | Marcatori |  |

| Arbitro: | Tagliavento |

|                                            |           |                      |
| Aduriz 35’ (rig.), 66’ (rig.) Williams 82’ | Marcatori | 26’ Leckie 36’ Selke |

| Arbitro: | Martins |

|             |           |                      |
| Pekarík 61’ | Marcatori | 58’ Papagiannopoulos |

## Statistiche

### Statistiche di squadra
| Competizione      | Punti | In casa | In casa | In casa | In casa | In casa | In casa | In trasferta | In trasferta | In trasferta | In trasferta | In trasferta | In trasferta | Totale | Totale | Totale | Totale | Totale | Totale | DR |
| Competizione      | Punti | G       | V       | N       | P       | Gf      | Gs      | G            | V            | N            | P            | Gf           | Gs           | G      | V      | N      | P      | Gf     | Gs     | DR |
| ----------------- | ----- | ------- | ------- | ------- | ------- | ------- | ------- | ------------ | ------------ | ------------ | ------------ | ------------ | ------------ | ------ | ------ | ------ | ------ | ------ | ------ | -- |
| Bundesliga        | 43    | 17      | 5       | 7       | 5       | 23      | 27      | 17           | 5            | 6            | 6            | 20           | 19           | 34     | 10     | 13     | 11     | 43     | 46     | -3 |
| Coppa di Germania | -     | 1       | 0       | 0       | 1       | 1       | 3       | 1            | 1            | 0            | 0            | 2            | 0            | 2      | 1      | 0      | 1      | 3      | 3      | 0  |
| Europa League     | -     | 3       | 1       | 2       | 0       | 3       | 1       | 3            | 0            | 0            | 3            | 3            | 6            | 6      | 1      | 2      | 3      | 6      | 7      | -1 |
| Totale            | -     | 21      | 6       | 9       | 6       | 27      | 31      | 21           | 6            | 6            | 9            | 25           | 25           | 42     | 12     | 15     | 15     | 52     | 56     | -4 |

### Andamento in campionato
| Giornata  | 1 | 2 | 3 | 4  | 5 | 6 | 7  | 8  | 9  | 10 | 11 | 12 | 13 | 14 | 15 | 16 | 17 | 18 | 19 | 20 | 21 | 22 | 23 | 24 | 25 | 26 | 27 | 28 | 29 | 30 | 31 | 32 | 33 | 34 |
| --------- | - | - | - | -- | - | - | -- | -- | -- | -- | -- | -- | -- | -- | -- | -- | -- | -- | -- | -- | -- | -- | -- | -- | -- | -- | -- | -- | -- | -- | -- | -- | -- | -- |
| Luogo     | C | T | C | T  | C | T | C  | C  | T  | C  | T  | C  | T  | C  | T  | C  | T  | T  | C  | T  | C  | T  | C  | T  | T  | C  | T  | C  | T  | C  | T  | C  | T  | C  |
| Risultato | V | P | N | N  | V | P | N  | P  | N  | V  | N  | P  | V  | P  | N  | V  | V  | P  | N  | N  | N  | V  | P  | N  | P  | N  | V  | N  | P  | V  | V  | N  | P  | P  |
| Posizione | 3 | 9 | 9 | 11 | 8 | 8 | 10 | 13 | 11 | 11 | 11 | 14 | 11 | 12 | 12 | 11 | 10 | 11 | 11 | 11 | 11 | 11 | 11 | 11 | 12 | 11 | 11 | 11 | 10 | 9  | 9  | 10 | 10 | 10 |

Legenda:

Luogo: C = Casa; T = Trasferta. Risultato: V = Vittoria; N = Pareggio; P = Sconfitta.

### Statistiche dei giocatori
| Giocatore       | Bundesliga | Bundesliga | Bundesliga  | Bundesliga | Coppa di Germania | Coppa di Germania | Coppa di Germania | Coppa di Germania | Europa League | Europa League | Europa League | Europa League | Totale   | Totale | Totale      | Totale     |
| Giocatore       | Presenze   | Reti       | Ammonizioni | Espulsioni | Presenze          | Reti              | Ammonizioni       | Espulsioni        | Presenze      | Reti          | Ammonizioni   | Espulsioni    | Presenze | Reti   | Ammonizioni | Espulsioni |
| --------------- | ---------- | ---------- | ----------- | ---------- | ----------------- | ----------------- | ----------------- | ----------------- | ------------- | ------------- | ------------- | ------------- | -------- | ------ | ----------- | ---------- |
| R. Jarstein     | 31         | 0          | 2           | 0          | 2                 | 0                 | 0                 | 0                 | 1             | 0             | 0             | 0             | 34       | 0      | 2           | 0          |
| J. Klinsmann    | -          | -          | -           | -          | -                 | -                 | -                 | -                 | 1             | 0             | 0             | 0             | 1        | 0      | 0           | 0          |
| T. Kraft        | 3          | 0          | 1           | 0          | -                 | -                 | -                 | -                 | 4             | 0             | 1             | 0             | 7        | 0      | 2           | 0          |
| D. Smarsch      | -          | -          | -           | -          | -                 | -                 | -                 | -                 | -             | -             | -             | -             | -        | -      | -           | -          |
| F. Baak         | -          | -          | -           | -          | -                 | -                 | -                 | -                 | -             | -             | -             | -             | -        | -      | -           | -          |
| M. Mittelstädt  | 11         | 0          | 0           | 0          | -                 | -                 | -                 | -                 | 3             | 0             | 0             | 0             | 14       | 0      | 0           | 0          |
| P. Pekarík      | 17         | 0          | 1           | 0          | 1                 | 0                 | 0                 | 0                 | 5             | 1             | 0             | 0             | 23       | 1      | 1           | 0          |
| M. Plattenhardt | 33         | 0          | 6           | 0          | 2                 | 0                 | 0                 | 0                 | 3             | 0             | 0             | 0             | 38       | 0      | 6           | 0          |
| K. Rekik        | 26         | 2          | 4           | 0          | 2                 | 0                 | 0                 | 0                 | 3             | 0             | 0             | 0             | 31       | 2      | 4           | 0          |
| N. Stark        | 26         | 1          | 2           | 0          | 1                 | 1                 | 0                 | 0                 | 4             | 0             | 0             | 0             | 31       | 2      | 2           | 0          |
| J. Torunarigha  | 12         | 1          | 0           | 1          | -                 | -                 | -                 | -                 | 3             | 0             | 0             | 0             | 15       | 1      | 0           | 1          |
| M. Čović        | -          | -          | -           | -          | -                 | -                 | -                 | -                 | -             | -             | -             | -             | -        | -      | -           | -          |
| V. Darida       | 21         | 0          | 2           | 0          | 1                 | 0                 | 0                 | 0                 | 2             | 0             | 0             | 0             | 24       | 0      | 2           | 0          |
| O. Duda         | 17         | 1          | 3           | 0          | 2                 | 0                 | 1                 | 0                 | 4             | 0             | 1             | 0             | 23       | 1      | 5           | 0          |
| J. Kade         | -          | -          | -           | -          | -                 | -                 | -                 | -                 | 1             | 0             | 0             | 0             | 1        | 0      | 0           | 0          |
| V. Lazaro       | 26         | 2          | 4           | 0          | 1                 | 0                 | 0                 | 0                 | 4             | 0             | 0             | 0             | 31       | 2      | 4           | 0          |
| F. Lustenberger | 23         | 0          | 3           | 0          | 1                 | 0                 | 0                 | 0                 | 5             | 0             | 1             | 0             | 29       | 0      | 4           | 0          |
| A. Maier        | 17         | 0          | 1           | 0          | 1                 | 0                 | 0                 | 0                 | 3             | 0             | 1             | 0             | 21       | 0      | 2           | 0          |
| P. Skjelbred    | 28         | 0          | 2           | 0          | 2                 | 0                 | 1                 | 0                 | 3             | 0             | 0             | 0             | 33       | 0      | 3           | 0          |
| M. Weiser       | 24         | 1          | 2           | 0          | 2                 | 1                 | 0                 | 0                 | 5             | 0             | 2             | 0             | 31       | 2      | 4           | 0          |
| P. Dárdai       | 2          | 0          | 1           | 0          | -                 | -                 | -                 | -                 | 2             | 0             | 0             | 0             | 4        | 0      | 1           | 0          |
| A. Esswein      | 16         | 2          | 0           | 0          | 1                 | 0                 | 1                 | 0                 | 5             | 0             | 0             | 0             | 22       | 2      | 1           | 0          |
| V. Ibišević     | 27         | 6          | 4           | 1          | 2                 | 1                 | 0                 | 0                 | 4             | 0             | 3             | 0             | 33       | 7      | 7           | 1          |
| S. Kalou        | 31         | 12         | 0           | 0          | 2                 | 0                 | 0                 | 0                 | 3             | 0             | 0             | 0             | 36       | 12     | 0           | 0          |
| S. Kurt         | -          | -          | -           | -          | -                 | -                 | -                 | -                 | -             | -             | -             | -             | -        | -      | -           | -          |
| M. Leckie       | 26         | 5          | 3           | 0          | 1                 | 0                 | 0                 | 0                 | 2             | 1             | 0             | 0             | 29       | 6      | 3           | 0          |
| J. Schieber     | 3          | 0          | 0           | 0          | -                 | -                 | -                 | -                 | -             | -             | -             | -             | 3        | 0      | 0           | 0          |
| D. Selke        | 27         | 10         | 4           | 0          | 1                 | 0                 | 0                 | 0                 | 3             | 4             | 2             | 0             | 31       | 14     | 6           | 0          |
| G. Haraguchi    | 7          | 0          | 2           | 1          | 1                 | 0                 | 0                 | 0                 | 3             | 0             | 0             | 0             | 11       | 0      | 2           | 1          |
| S. Langkamp     | 12         | 0          | 2           | 0          | 1                 | 0                 | 0                 | 0                 | 3             | 0             | 1             | 0             | 16       | 0      | 3           | 0          |
| V. Stocker      | 3          | 0          | 0           | 0          | -                 | -                 | -                 | -                 | 2             | 0             | 0             | 0             | 5        | 0      | 0           | 0          |